# Grantsburg
Grantsburg é uma vila localizada no estado norte-americano de Wisconsin, no Condado de Burnett.

## Demografia
Segundo o censo norte-americano de 2000, a sua população era de 1369 habitantes.
Em 2006, foi estimada uma população de 1436, um aumento de 67 (4.9%).

## Geografia
De acordo com o United States Census Bureau tem uma área de
7,7 km², dos quais 7,7 km² cobertos por terra e 0,0 km² cobertos por água. Grantsburg localiza-se a aproximadamente 291 m acima do nível do mar.

## Localidades na vizinhança
O diagrama seguinte representa as localidades num raio de 24 km ao redor de Grantsburg.